# Мухаммедкалий Абилгазієв
Мухаммедкалий Абилгазієв (кирг. Мухаммедкалый Абылгазиев; нар. 20 січня 1968) — киргизький державний діяч, голова Соціального фонду КР (2010—2016), перший віце-прем'єр-міністр КР (2016—2017), радник президента Киргизької Республіки (від 2017). Від 20 квітня 2018 року  до 15 червня 2020 року — прем'єр-міністр Киргизстану.

## Біографія
Мухаммедкалий Абилгазієв народився 20 січня 1968 року в Кочкорському районі Наринської області Киргизької РСР. У 1994 році закінчив Сільськогосподарський інститут імені Скрябіна, за фахом — агроном.
У 1997 році закінчив факультет економіки і бізнесу Киргизького національного університету.
Працював у фінансових компаніях у 1994—1999 роках. З 1999 року в управлінні зайнятості міста Бішкек.
У 2003—2016 роках працював у Соціальному фонді Киргизької Республіки (2010—2016 — керівник).
З 13 квітня 2016 року по 22 серпня 2017 року — Перший віце-прем'єр-міністр Киргизької Республіки.
З 22 серпня 2017 року по 25 серпня 2017 року — виконувач обов'язків прем'єр-міністра Киргизької Республіки